# 青葉台 (朝霞市)
青葉台（あおばだい）は、埼玉県朝霞市の町名。現行行政地名は青葉台一丁目。住居表示実施地区。郵便番号は351-0016。

## 地理
埼玉県朝霞市南部の武蔵野台地上に位置する。南西で幸町、南東に栄町、北・北東で本町、西で大字溝沼や大字膝折と接する。青葉台二丁目以降は設定されていない。町内のほとんどを朝霞中央公園や朝霞市立総合体育館などの公共施設が占める。

## 歴史

### 沿革
2004年（平成16年）11月7日 - 第7次住居表示の実施に伴い、大字膝折、溝沼、岡の各一部から青葉台一丁目が成立。

## 世帯数と人口
2023年（令和5年）2月1日現在の世帯数と人口は以下の通りである。
| 丁目         | 世帯数 | 人口 |
| ------------ | ------ | ---- |
| 青葉台一丁目 | 65世帯 | 82人 |
| 計           | 65世帯 | 82人 |

## 小・中学校の学区
市立小・中学校に通う場合、学区は以下の通りとなる。
| 丁目         | 番地   | 小学校                 | 中学校                 |
| ------------ | ------ | ---------------------- | ---------------------- |
| 青葉台一丁目 | 10番   | 朝霞市立朝霞第四小学校 | 朝霞市立朝霞第一中学校 |
| 青葉台一丁目 | その他 | 朝霞市立朝霞第八小学校 | 朝霞市立朝霞第四中学校 |

## 交通

### 鉄道
町域内に鉄道は通っていない。最寄り駅は東武東上線朝霞駅である。

### 道路
地内に国道、および主要地方道・一般県道は通っていない。
- 公園通り

## 施設
- 朝霞中央公園
  - 朝霞市営球場
  - 朝霞中央公園陸上競技場
- 朝霞市立総合体育館
- 朝霞市コミュニティセンター
- 朝霞市立図書館
- 朝霞保健所

※ 青葉台公園は大字膝折にあり、当地内には無い。